# Bertrada die Ältere

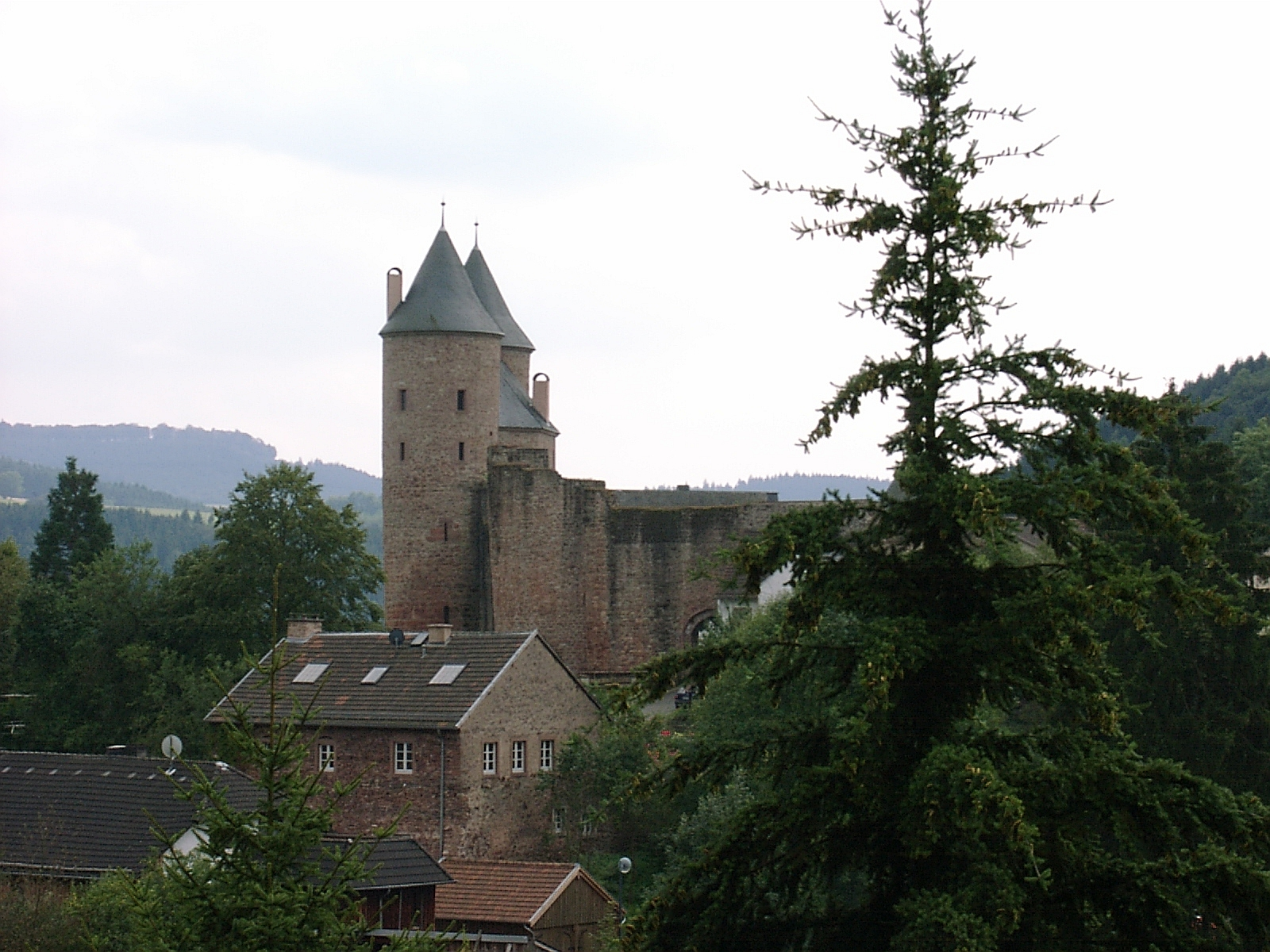
Die vermutlich nach Bertrada der Älteren benannte Bertradaburg in Mürlenbach

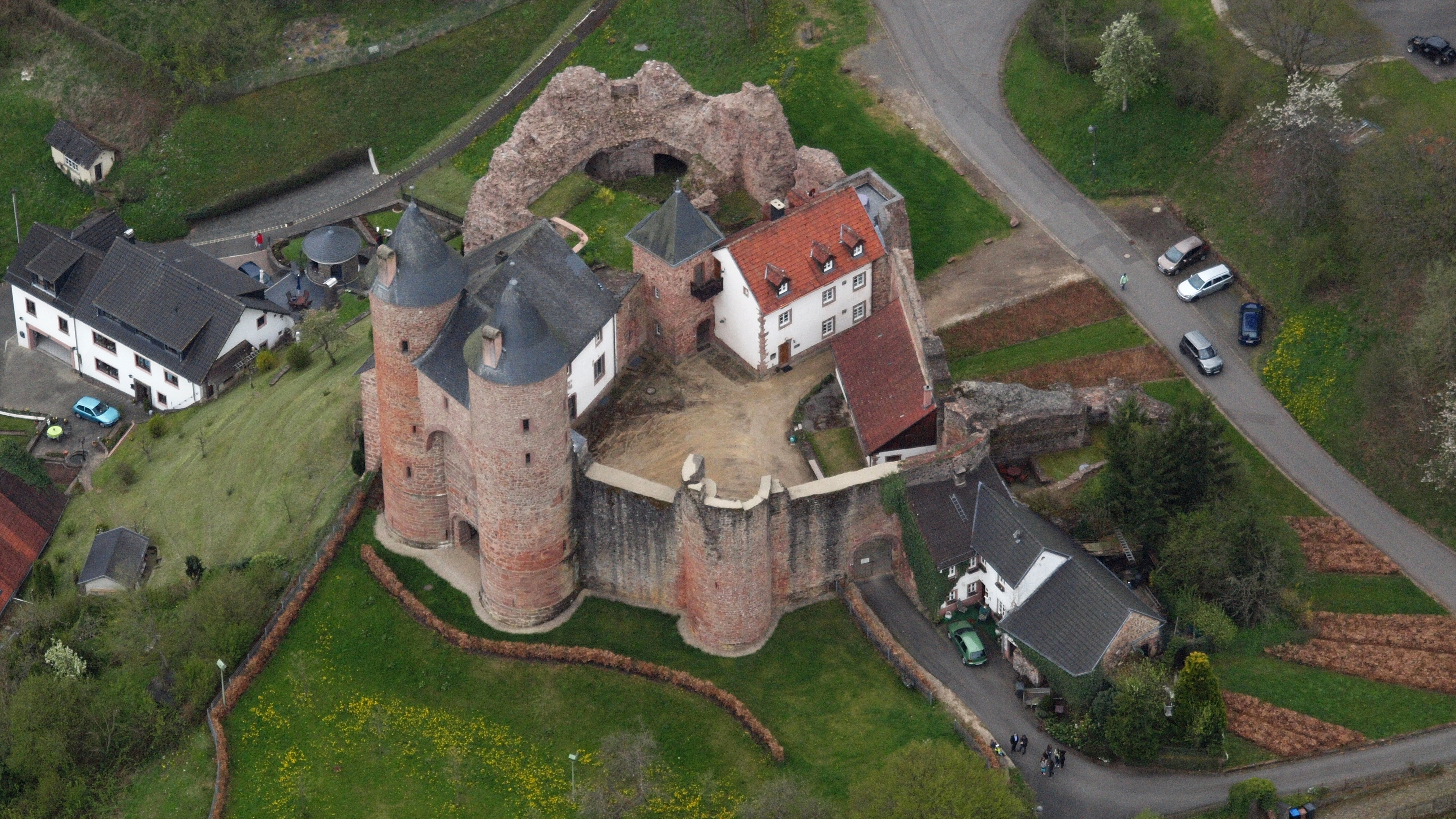
Bertradaburg, Luftaufnahme (2015)

Bertrada die Ältere (* 660; † nach 721) war die Tochter des Pfalzgrafen Hugobert aus der Familie der Hugobertiner und der Irmina von Oeren. Diskutiert wird aber auch, dass sie die Tochter von Theuderich III. und seiner zweiten Frau Amalberga oder seiner dritten Frau Chrodechild sein könnte.
Ihr Ehemann ist unbekannt, ihr Sohn war Heribert von Laon; mit ihm als Mitstifter stiftete sie 721 die Abtei Prüm.
Durch Heriberts Tochter Bertrada die Jüngere, die Ehefrau Pippins des Jüngeren, des fränkischen Hausmeiers und späteren Königs, ist Bertrada die Ältere eine der Urgroßmütter Karls des Großen.

## Belege
1. ↑  In Der Stammbaum der Karolinger, Pippiniden und Arnulfinger (pdf) (Memento vom 21. April 2007 im Internet Archive) wird ein Graf Martin von Laon als Ehemann Bertradas bezeichnet. Bei Hlawitschka (siehe mittelalter-genealogie) ist hingegen nachzulesen: Über den Vater Heriberts wie auch über Heriberts Gemahlin und eventuelle Geschwister ist nichts bekannt.

| Personendaten    | Personendaten       |
| ---------------- | ------------------- |
| NAME             | Bertrada die Ältere |
| KURZBESCHREIBUNG | Gräfin von Laon     |
| GEBURTSDATUM     | 660                 |
| STERBEDATUM      | nach 721            |